# Parathesis
Parathesis é um género botânico pertencente à família Myrsinaceae.

## Espécies
- Parathesis amplifolia Lund.
- Parathesis aurantica Lundell
- Parathesis bicolor Lundell
- Parathesis congesta Lundell
- Parathesis eggersiana Mez
- Parathesis glaberima Lundell
- Parathesis palaciosii Pipoly
- Parathesis panamensis Lund.
- Parathesis seibertii Lundell
- Parathesis tenuifolia Lundell
- Parathesis vulgata Lundell

1. ↑  «Parathesis — World Flora Online». www.worldfloraonline.org. Consultado em 19 de agosto de 2020